# Gran Vaupés
1912–1977
Entités précédentes :
- Cauca

Entités suivantes :
- Guaviare
- Vaupés
- Guainía

Le Grand Vaupés (espagnol : Gran Vaupés) est le nom d'un ancien commissariat du sud-est de la Colombie. Bien que son nom véritable soit Vaupés, il reçut la dénomination de Gran Vaupés pour ne pas le confondre avec l'entité qui lui a succédé et le département homonyme actuel.

## Géographie

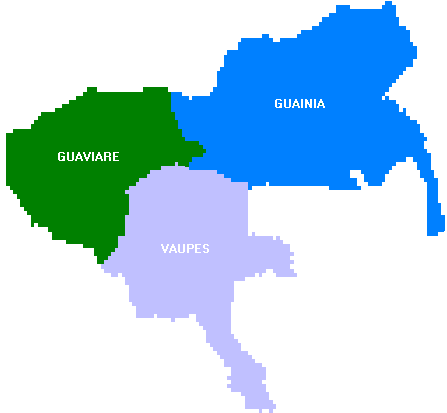
Départements actuels issus du Gran Vaupés.

Avec une superficie de 179 833 km2, ce territoire fut l'un des plus grands qu'ait connu la Colombie. Il avait pour capitale la ville de Miraflores, aujourd'hui dans le département de Guaviare. 

## Histoire
Le territoire du Gran Vaupés est aujourd'hui réparti entre trois départements : Guaviare, Vaupés et Guainía; Guainía s'en est séparé en 1963 et Guaviare en 1977, tous deux en tant que commissariats.